# Вылчедрым
Вылчедрым (болг. Вълчедръм) — город в Болгарии. Находится в Монтанской области, входит в общину Вылчедрым. Население составляет 3155 человек (2022).

## Политическая ситуация
Кмет (мэр) общины Вылчедрым — Иван Христов Барзин (Земледельческий союз Александра Стамболийского (ЗСАС)) по результатам выборов.